# Amarawati (dystrykt)
Amarawati (marathi अमरावती जिल्हा, ang. Amravati district) – jest jednym z trzydziestu pięciu dystryktów indyjskiego stanu Maharasztra. Zajmuje powierzchnię 12 210 km².

## Położenie
Położony jest w północno-wschodniej części tego stanu. Graniczy z dystryktami: 
od zachodu z Akola i Buldana, 
od  północy ze stanem Madhya Pradesh, 
od wschodu z Nagpur i Wardha, 
a na południu z Yavatmal i Washim
Stolicą dystryktu jest miasto Amarawati.

## Rzeki
Rzeki przepływające przez obszar dystryktu :
- Bhavkhuri
- Bhuleshwar
- Chandrabhaga
- Chargad
- Charghad
- Chudaman
- Gadga
- Kapra
- Kholad
- Mad
- Nisai
- Pendhi
- Purna
- Shahanur
- Sipna
- Suryaganga
- Tapi
- Ved
- Vidarbha
- Waan
- Wardha
- Wargad